# Premyer Liqası 2007-2008
La Premyer Liqası 2007-2008 è stata la 16ª edizione del massimo campionato di calcio azero disputato tra l'11 agosto 2007 e il 28 maggio 2008 e concluso con la vittoria dell'İnter Baku, al suo primo titolo.
Capocannoniere del torneo fu Xaqani Məmmədov (İnter Baku) con 19 reti.

## Formula
A partire da questa edizione cambiò il nome del torneo passato da Güclülər Dəstəsi a Premyer Liqası e tutte le partecipanti diventarono professioniste.
Le squadre furono 14 e si incontrarono in un turno di andata e ritorno per un totale di 26 partite con le ultime due retrocesse in Birinci Divizionu.
Le squadre qualificate alle coppe europee furono quattro. La vincente fu ammessa alla UEFA Champions League 2008-2009, la seconda classificata e la vincitrice della coppa nazionale alla Coppa UEFA 2008-2009 e un ulteriore club fu ammesso alla Coppa Intertoto 2008.
Pochi giorni prima dell'inizio del torneo il presidente del MKT (appena eliminato dalla coppa UEFA) vendette tutti i giocatori e ritirò la squadra dal campionato. La federazione promosse dunque l'ABN Bärdä per ripristinare il numero di squadre e ammise l'MTK in seconda serie con una squadra formata dalle riserve della stagione precedente.

## Classifica
|                        | Pos. | Squadra                    | Pt | G  | V  | N  | P  | GF | GS | DR  |
| ---------------------- | ---- | -------------------------- | -- | -- | -- | -- | -- | -- | -- | --- |
| Azerbaigian (bandiera) | 1.   | İnter Baku                 | 58 | 26 | 18 | 4  | 4  | 55 | 18 | +37 |
|                        | 2.   | FK Olimpik Baku            | 58 | 26 | 17 | 7  | 2  | 29 | 7  | +22 |
|                        | 3.   | PFC Neftchi Baku           | 55 | 26 | 16 | 7  | 3  | 42 | 18 | +24 |
|                        | 4.   | FK Khazar Lenkoran         | 52 | 26 | 14 | 10 | 2  | 44 | 16 | +28 |
|                        | 5.   | FK Karabakh                | 41 | 26 | 11 | 8  | 7  | 25 | 16 | +9  |
|                        | 6.   | Gilan Gabala               | 36 | 26 | 11 | 3  | 12 | 33 | 36 | -3  |
|                        | 7.   | FK Simurq Zaqatala         | 36 | 26 | 9  | 9  | 8  | 31 | 25 | +6  |
|                        | 8.   | FK Baku                    | 35 | 26 | 8  | 11 | 7  | 35 | 26 | +9  |
|                        | 9.   | FK Standard Baku           | 32 | 26 | 8  | 8  | 10 | 36 | 26 | +10 |
|                        | 10.  | FK Masallı                 | 30 | 26 | 8  | 6  | 12 | 30 | 40 | -10 |
|                        | 11.  | FK Karvan                  | 23 | 26 | 6  | 5  | 15 | 23 | 36 | -13 |
|                        | 12.  | PFC Turan Tovuz            | 18 | 26 | 4  | 6  | 16 | 21 | 49 | -28 |
|                        | 13.  | FK Gänclärbirliyi Sumqayit | 14 | 26 | 4  | 2  | 20 | 21 | 68 | -47 |
|                        | 14.  | ABN Bärdä                  | 12 | 26 | 2  | 6  | 18 | 12 | 56 | -44 |

Legenda:

      Campione d'Azerbaigian
      Qualificata alla Coppa UEFA
      Qualificata alla Coppa Intertoto
      Retrocessa in Birinci Divizionu
Note:

Tre punti a vittoria, uno a pareggio, zero a sconfitta.

## Verdetti
- Campione: İnter Baku
- Qualificato alla UEFA Champions League: İnter Baku (al primo turno preliminare)
- Qualificato alla Coppa UEFA: FK Olimpik Baku, FK Khazar Lenkoran
- Qualificato alla Coppa Intertoto: PFC Neftchi Baku
- Retrocessa in Birinci Divizionu: FK Gänclärbirliyi Sumqayit, ABN Bärdä